# Combate de Huaripampa
El combate de Huaripampa fue un enfrentamiento armado ocurrido el 22 de abril de 1882, entre el escuadrón Carabineros de Yungay y los pobladores de Huaripampa.

## Antecedentes
A mediados de abril de 1882, los chilenos cruzaron el río Mantaro; bajo el mando del teniente coronel José Antonio Gutiérrez García, cuatro compañías de infantería del 3.° de Línea, una compañía de caballería del Regimiento de Carabineros de Yungay y dos piezas de artillería de montaña del Regimiento N.º 2 de Artillería se dirigieron a Huaripampa.
Debido a los ensañamientos y excesos contra la población campesina, se habían formado guerrillas en todo el departamento de Junín. Así pues, el cura Buenaventura Mendoza formó una montonera con los pobladores de Huaripampa, que hostigó al ejército chileno en camino al pueblo. El día 22, ambas fuerzas se enfrentaron.

## Combate
El cura Buenaventura Mendoza y los pobladores tomaron las lanzas y las pocas armas de fuego que tenían, a fin de enfrentarse a los chilenos. Mendoza perdió la vida en el enfrentamiento, junto a muchos de los guerrilleros.

## Consecuencias
Las tropas chilenas se ensañaron con los pobladores del lugar, fusilando a varias familias y quemando varias edificios del pueblo. Desearon incendiar la iglesia (donde se habían refugiado muchos campesinos), pero no lo hicieron pues, de acuerdo a la tradición, estaba consagrada a San Santiago, patrón de la capital chilena.
Muchos de los pobladores asesinados en Huaripampa eran familiares de los guerrilleros que lucharon en Concepción: 

El comandante Lago quiso conservar la vida de 15 soldados chilenos que se habían entregado a discreción, pero los guerrilleros implacables en sus represalias, los ultimaron al grito de ¿dónde están nuestras fatigas? ¿dónde están nuestras mujeres y nuestros hijos? Grito de desesperación salido del pecho de las víctimas de Huaripampa, pueblo saqueado e incendiado por los chilenos... Era la ley de Talión... Los guerrilleros han estado fuera de la ley, se les ha desconocido su carácter de beligerantes como ciudadanos que defienden a su patria. Todo el que era capturado se le pasaba inmediatamente por las armas. Les toco su turno y entonces exigieron ojo por ojo, diente por diente, devolviendo mal por mal.
Manuel F. Horta, corresponsal del diario El Eco de Junín. "La contraofensiva de julio", 26 de agosto de 1882.